# Bas-Sassandra
Bas-Sassandra är ett distrikt, till 2011 en region, i Elfenbenskusten. Det ligger i den södra delen av landet, 210 km sydväst om huvudstaden Yamoussoukro. Antalet invånare var 2 687 176 vid folkräkningen 2021. Bas-Sassandra gränsar till Montagnes, Sassandra-Marahoué, Gôh-Djiboua och Lagunes.
Bas-Sassandra delas in i regionerna:
- Gbôklé
- Nawa
- San-Pédro